# Коронель-Доррего (округ)
Округ Коронель-Доррего (ісп. Coronel Dorrego) — адміністративно-територіальна одиниця 2-ого рівня у провінції Буенос-Айрес в центральній Аргентині. Адміністративний центр округу — Коронель-Доррего (ісп. Coronel Dorrego).
Населення округу становить 15825 осіб (2010). Площа — 5818 кв. км.

## Історія
Округ заснований у 1887 році.

## Населення
У 2010 році населення становило 15825 осіб. З них чоловіків — 7701, жінок — 8124.

## Політика
Округ належить до 6-ого виборчого сектору провінції Буенос-Айрес.